# روكافوندا

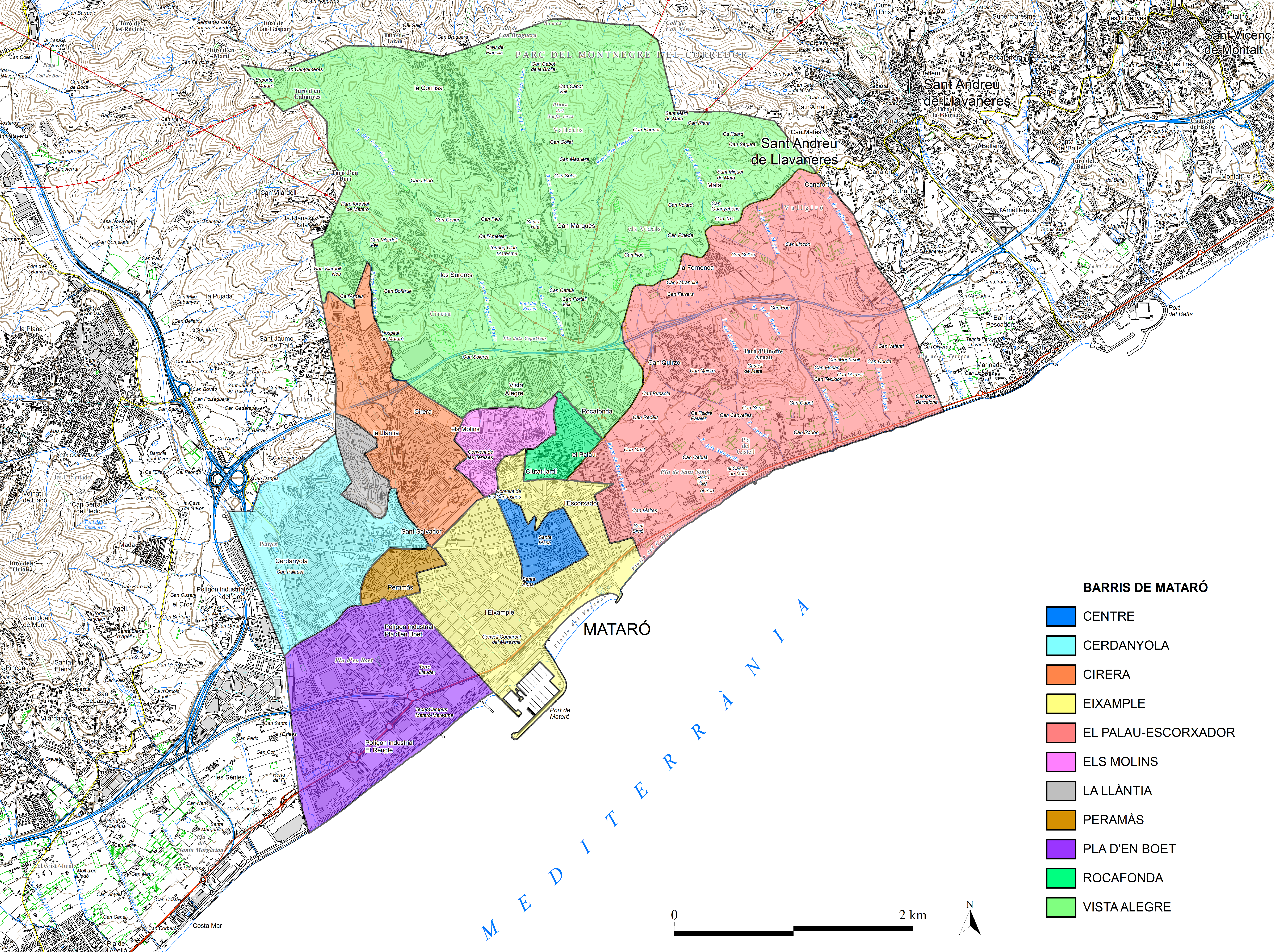
خريطة أحياء ماتارو. روكافوندا هي المنطقة الخضراء الداكنة، وتقع بالقرب من مركز الخريطة.

روكافوندا حي من أحياء مدينة ماتارو الواقعة شمال شرق برشلونة في مقاطعة كتالونيا شمال شرق إسبانيا.
أنشأ حي روكافوندا في ستينيات القرن العشرين لاستيعاب المهاجرين من المناطق الجنوبية الإسبانية مثل الأندلس وإكستريمادورا. في حين كانت بقية مناطق ماتارو تتكون من منازل منخفضة، بنيت أبراج سكنية عالية في روكافوندا، مما أدى إلى كثافة سكانية عالية. أدت الهجرة السريعة إلى نقص الأماكن المدرسية وتراجع حالة الطرق وإمدادات المياه، مما أدى إلى تشكيل مجموعة حي منظمة في سبعينيات القرن العشرين.  في تسعينيات القرن العشرين، انتقل سكان روكافوندا الأصليون من جنوب إسبانيا إلى أحياء أكثر ثراءً، ومقابل ذلك انتقل مهاجرون أجانب إلى الحي بسبب انخفاض تكاليف المعيشة.
في عام 2023، بلغ عدد سكان روكافوندا 11,664 نسمة. ومن بين هؤلاء، 52% ولدوا خارج كتالونيا، بما في ذلك 37% ولدوا في الخارج. وكانت نسبة السكان المولودين في الخارج أعلى بنحو 17 و19 نقطة مئوية من الأرقام الخاصة بمدينة ماتارو وإسبانيا ككل على التوالي.  58% من بين السكان الأجانب أتوا من المغرب. يعيش حوالي نصف سكان روكافوندا تحت خط الفقر، واعتبارًا من عام 2021، أصبحت المنطقة ذات الدخل الأدنى في مقاطعة ماريسمي.
حظي الحي باهتمام دولي خلال بطولة أمم أوروبا 2024 بسبب الأمين جمال، لاعب المنتخب الإسباني لكرة القدم الذي نشأ هناك واحتفل بأهدافه بإشارة من يديه إلى الرقم "304"، في إشارة إلى الرمز البريدي للحي (08304).  كرر هذه الإشارة خوسيه مانويل غوميز خورادو، وهو سياسي من حزب لأجل الأندلس، في برلمان الأندلس ردًا على خطاب مناهض للهجرة ألقته بوريفيكاثيون فيرناديث (بالإسبانية: Purificación Fernández) من حزب فوكس (بالإسبانية: Vox) المعادي للمهاجرين.